# 柳武
柳 武（やなぎ たけし、1900年3月2日 - 1971年6月6日）は、日本の経営者。日本製鋼所社長を務めた。

## 経歴
栃木県出身。1923年に東京帝国大学工学部冶金学科を卒業し、同年に日本製鋼所に入社。1947年11月に取締役に就任し、1948年10月に常務、1956年5月に専務を経て、1957年11月に副社長に就任し、1959年11月には社長に昇格。1965年11月に相談役に就任。
1971年6月6日、急性肝炎のために死去。71歳没。